# شهرستان بلد
شهرستان بلد (به عربی: قضاء بلد) یک شهرستان‌های عراق در عراق است که در استان صلاح‌الدین واقع شده‌است.
 شهرستان بلد ۲٬۴۶۹ کیلومتر مربع مساحت و ۱۶۷٬۵۹۰ نفر جمعیت دارد.